# 毛花落檐属
毛花落檐属（学名：Kiewia）是天南星科的一个属，是种开花植物。其原产于泰国半岛南部至马来群岛。

## 下属物种
归入本属的物种如下：
- Kiewia perakensis (Engl.) S.Y.Wong & P.C.Boyce
- Kiewia ridleyi (N.E.Br. ex Hook.f.) S.Y.Wong & P.C.Boyce
- Kiewia teijsmannii (P.C.Boyce & S.Y.Wong) S.Y.Wong & P.C.Boyce